# Alexander von Harder

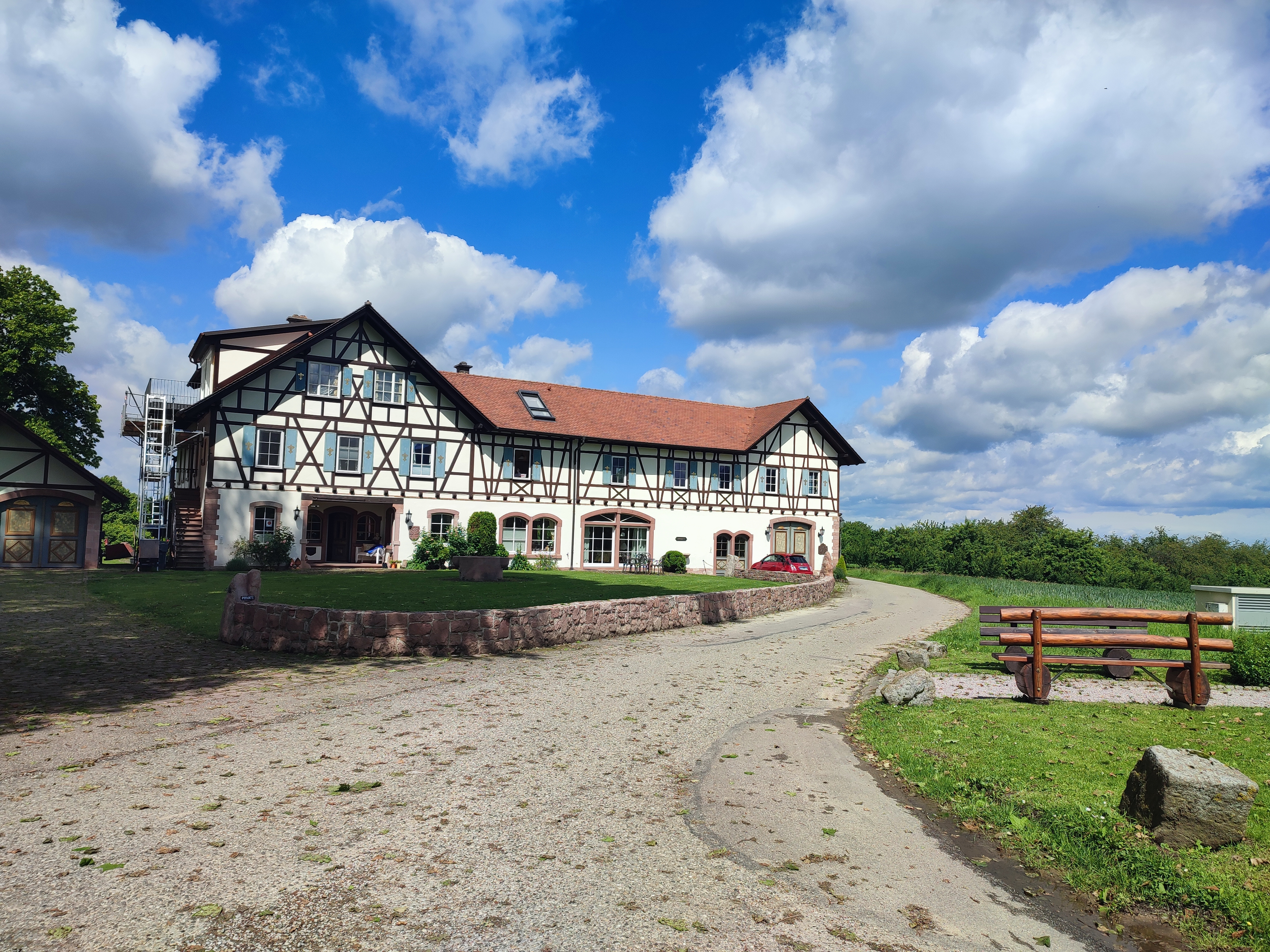
Auf dem Landgut Lindenhaus in Sasbach (Foto: Mai 2024) lebte Alexander von Harder ab Anfang der 1860er Jahre.

Alexander Georg von Harder (russisch Александр Иванович Гардер Alexander Iwanowitsch Harder; * 16. Juli 1832 in Sankt Petersburg; † 12. Januar oder 31. Dezember 1879 oder 3. Januar 1880 in Dresden) war ein deutscher Naturforscher. 

## Leben

### Herkunft, Ausbildung und Privatleben
Er kam 1832 in Sankt Petersburg, der Hauptstadt des russischen Kaiserreiches, zur Welt, hatte vier Geschwister und wurde in eine sehr wohlhabende Familie hineingeboren. Sein Vater David Johann „John“ von Harder (1797–1871) hatte ursprünglich als Arzt gearbeitet und war königlich-niederländischer Generalkonsul in der Stadt. Ab 1853 übte er das gleiche Amt auch in Frankfurt am Main aus. Seine Mutter Nathalie von Stieglitz (1805–1882) war die Tochter des Unternehmers und Bankiers Ludwig von Stieglitz. In Nieder-Ingelheim, einer Ortschaft im Großherzogtum Hessen, besaßen die Eltern einen Sommersitz.
Zwischen 1851 und 1855 studierte Alexander von Harder an der deutschsprachigen Kaiserlichen Universität Dorpat im russischen Gouvernement Livland Naturwissenschaften mit Schwerpunkt auf Zoologie und Mineralogie. Er heiratete Olga Poel (1835–1863) und das Paar hatte den gemeinsamen, gleichnamigen Sohn Alexander Georg von Harder (1862–1937). Nachdem er im Alter von nur 47 Jahren verstorben war, wurde Alexander von Harder in einem Familiengrab auf dem Waldfriedhof der Heil- und Pflegeanstalt Illenau im badischen Achern bestattet, da die Familie eines Onkels väterlicherseits dort ein Begräbnisrecht erworben hatte.

### Berufliche Karriere
Nach seinem Studium unternahm von Harder zunächst ausgedehnte geologische Studienreisen durch das Gouvernement Kurland, durch Litauen, Südrussland, Südeuropa und Kleinasien. Er wurde korrespondierendes Mitglied mehrerer Akademien und Gelehrtengesellschaften.
Anfang der 1860er Jahre übernahm er das Landgut Lindenhaus (⊙) in Sasbach im Großherzogtum Baden. Dort wirkte er als Privatgelehrter, erlangte Bekanntheit als Kunstsammler und war auch philanthropisch tätig. So ließ er beispielsweise 1863 nach dem frühen Tod seiner Ehefrau der evangelischen Kirche von Nieder-Ingelheim 500 Gulden zur Gründung der sogenannten „Olga-Stiftung“ zukommen. Die Zinsen dieser Schenkung sollten jährlich – ohne Unterschied der Konfessionen – zu einer weihnachtlichen Bescherung für die Schüler der Kleinkinderschule des Ortes verwendet werden. Im August 1871 gehörte er dann zu den zwölf Gründungsmitgliedern des Oberrheinischen Geologischen Vereins.